# Конституция Молдавской ССР (1978)
Конституция Молдавской ССР от 15-го апреля 1978 года (рум. Constituția Republicii Sovietice Socialiste Moldovenești din 1978) —- основной закон Молдавской ССР, была принята 15 апреля 1978 года.

## История

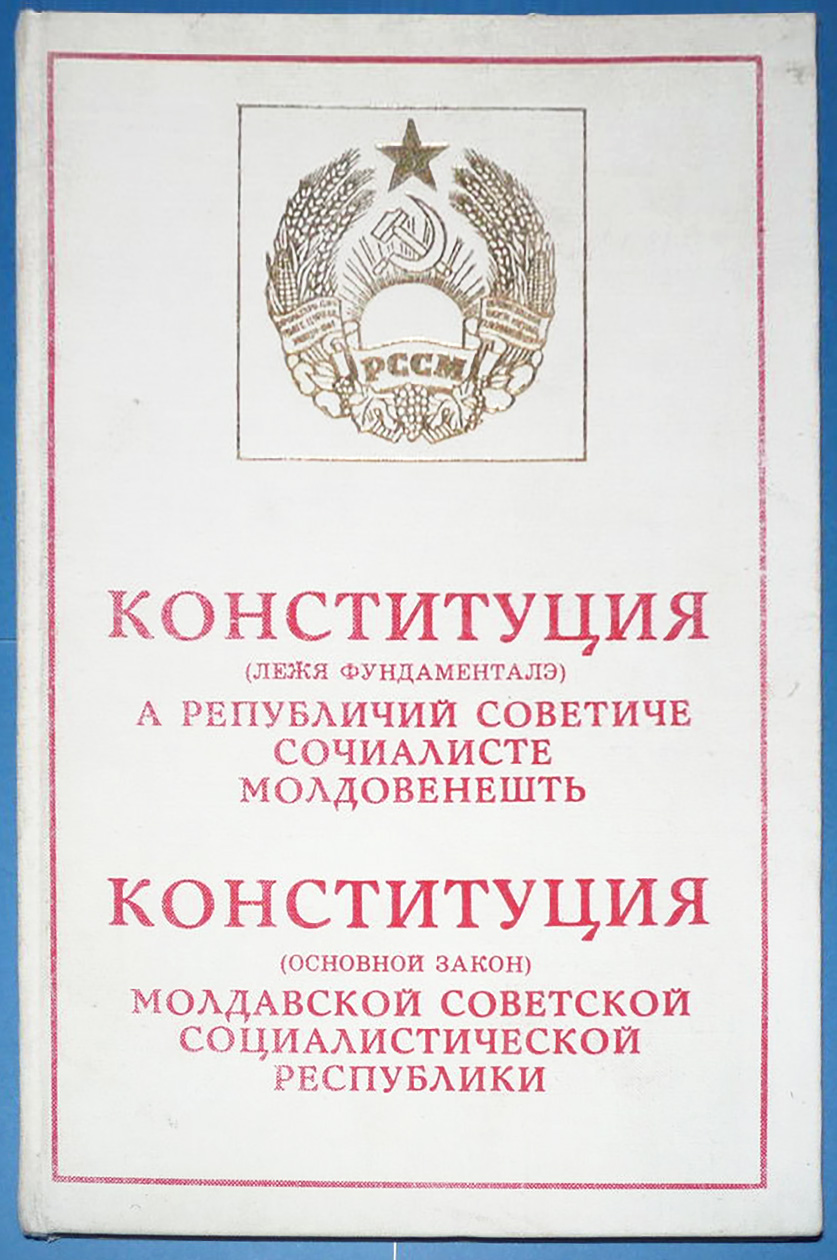

15 апреля 1978 года на внеочередной сессии Верховный Совет Молдавской ССР единодушно принял новую конституцию, чтобы заменить ею конституцию 1941 года и поправки к ней. Она была подготовлена в рамках приведения конституций союзных республик в соответствие с новой конституции Советского Союза 1977 года.
Эта конституция стала второй в истории Молдавской ССР.
5 июня 1990 года Верховный Совет Молдавской ССР внес изменения в Конституцию. В соответствии с ними название республики — Молдавская Советская Социалистическая Республика — было заменено на «Советская Социалистическая Республика Молдова».
23 мая 1991 года Верховный Совет республики переименовал ССР Молдова (Молдавскую ССР) в Республику Молдова. В союзной конституции Молдавия продолжала формально называться Молдавской Советской Социалистической Республикой вплоть до распада СССР в декабре 1991.
27 августа 1991 года Верховный Совет Молдавии принял Декларацию о независимости. В связи с этим было действие прекращено статей 28, 29, 30, 57, 60, 61, 68, 72, части второй статьи 74, статьи 75, пунктов 22.1, 28 и 29 части третьей статьи 97, пункта 6 статьи 105, части первой статьи 127, статей 145 и 148 Конституции Республики Молдова (Молдавской ССР), которые содержали упоминания об СССР.
27 августа 1994 года конституция бывшей Молдавской ССР от 15 апреля 1978, включая все её последующие пересмотры и поправки, была аннулирована полностью. В ту же самую дату вступила в силу новая Конституция Молдовы.

## Содержание
Она состояла из преамбулы и 172 статей.